# Динозавр (мультфільм)
Динозавр (англ. Dinosaur, 2000) — американський анімаційний фільм виробництва Walt Disney Pictures. Це 39-й анімаційний фільм Disney. Фільм розповідає історію молодого ігуанодона, якого виховали лемури на тропічному острові. Вони переживають метеоритний дощ і вирушають у подорож до «місця гніздування», подружившись по дорозі з групою динозаврів. Однак їм доводиться зіткнутися з багатьма викликами, зокрема з хижаками (карнотаврами), що полюють на них.
Ідея фільму виникла в 1986 році у Філа Тіппетта та Пола Верговена. Протягом років проєкт зазнав багато змін, до його реалізації залучалися різні режисери. У 1994 році компанія Walt Disney Feature Animation почала розробку фільму, витративши роки на розробку програмного забезпечення для створення динозаврів. Персонажі у фільмі згенеровані комп'ютером, але тло знято на місці, зображуючи різні місця по всьому світу, такі як Америка та Азія.
«Динозавр» вийшов 19 травня 2000 року, отримавши неоднозначні відгуки критиків, які критикували стрічку за брак оригінальності. Попри рецензії, «Динозавр» мав касовий успіх, зібравши 350 мільйонів доларів у всьому світі та став п'ятим найкасовішим фільмом 2000 року. Крім того, він став четвертим найпродаванішим домашнім відео 2001 року, продавши 10,6 мільйона копій і зібравши 198 мільйонів доларів. На момент виходу «Динозавр» також вважався найдорожчим комп'ютерним анімаційним фільмом із бюджетом у 127,5 мільйонів доларів.

## Синопсис
У фільмі поєднано живу дію та традиційну анімацію. У стрічці розповідається про ігуанодона Аладара, якого в дитинстві відлучили від сім'ї та якого виростили лемури. Тікаючи від метеоритного дощу, Аладар і його прийомна родина зустрічають у пустелі стадо динозаврів, що блукає в долині, бо саме тут динозаври у безпеці.